# JAK Mitgliedsbank
Die JAK Mitgliedsbank (schwedisch: JAK Medlemsbank) ist die erste Bank in Schweden, die für ihre Mitglieder ein zinsloses Banksystem realisiert.
Die Abkürzung JAK steht für die schwedischen Worte Jord, Arbete und  Kapital, zu deutsch Land, Arbeit, Kapital. Die Bank wurde 1965 als genossenschaftlicher Spar- und Darlehensverein gegründet und erhielt im Dezember 1997 den offiziellen Status einer Bank.
Nach eigener Aussage besteht die Hauptaufgabe der Genossenschaft darin, Mitgliedern zinslose Spardarlehen bereitzustellen. Im Jahr 2007 hatte die Genossenschaft 33.000 Mitglieder (2005 = 28.000), um die sich 550 örtliche Vertreter und 28 Zweigstellen in ganz Schweden kümmerten. Die Bankeinlagen betrugen 2007 ca. 87  Mio. Euro; die ausgegebenen Darlehen ca. 76 Mio. Euro. Seinen Sitz hat das Institut in Skövde.

## Funktionsweise
Die JAK Bank arbeitet im Prinzip wie eine Bausparkasse, bei der das Geld der Mitglieder zusammengelegt und untereinander verliehen wird. Es werden jedoch keine Guthaben- oder Kreditzinsen gezahlt.
Anhand eines Zahlenbeispiels wird deutlich, wie sich das zinslose Spardarlehen von einer klassischen Hypothekenfinanzierung unterscheidet. Für eine herkömmliche Finanzierung von 100.000 Euro zu einem Zinssatz von 4,5 Prozent mit 10 Prozent Tilgung zahlt der Darlehensnehmer 8,3 Jahre (100 Raten) lang eine monatliche Rate von ca. 1,200 Euro und hat am Ende der Laufzeit einen Gesamtaufwand von Zins und Tilgung in Höhe von knapp 120.000 Euro. Statt der 100 Raten mit Zins und Tilgung zahlt der Kreditnehmer bei der JAK Bank 16,6 Jahre (200 Raten) zu je 1.000 Euro und erhält am Ende der Laufzeit die über den ursprünglichen Kreditbetrag zusätzlich angesparten 100.000 Euro unverzinst zurück.
Das Mitglied hat so den gleichen Betrag als zinslosen Kredit erhalten, den es anschließend zinslos angespart hat. Durch die doppelte Gesamtlaufzeit im Vergleich zu herkömmlichen Krediten wird anderen die Teilnahme am zinslosen Banksystem ermöglicht aber auch bereits während der Rückzahlphase können die Teilbeträge wieder anderen Mitgliedern als zinsloser Kredit zur Verfügung gestellt werden.
Die Verwaltungs- und Risikokosten der Bank werden durch feste Mitgliedsbeiträge und Gebühren gedeckt, die im Unterschied zu den Zinsen nicht den Schwankungen am Kapitalmarkt unterliegen. Da ein Teil der Bankaufgaben durch die Mitglieder ehrenamtlich erbracht werden, sind die Gebühren im Vergleich niedrig. Für ein privates Baudarlehen entsprechen sie einem effektiven Jahreszins zwischen 1,5 und 2,5 Prozent. Dies ist jedoch nicht mit den Zinssatz von Geschäftsbanken zu vergleichen, da als Opportunitätskosten die Guthabenzinsen hinzugerechnet werden müssen, auf die der Kunde der JAK Mitgliedsbank verzichtet.